# Amalfikusten

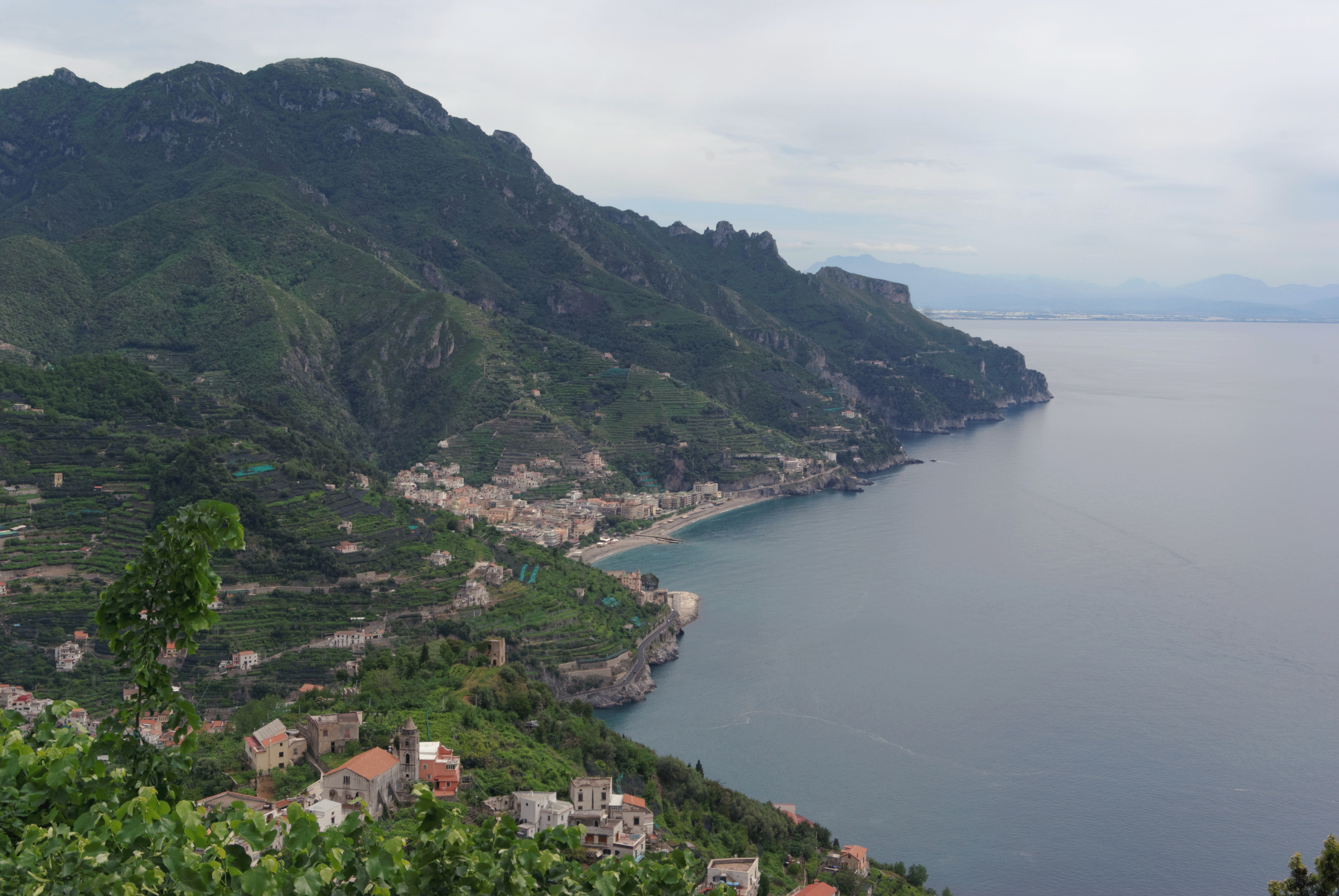
Amalfikusten

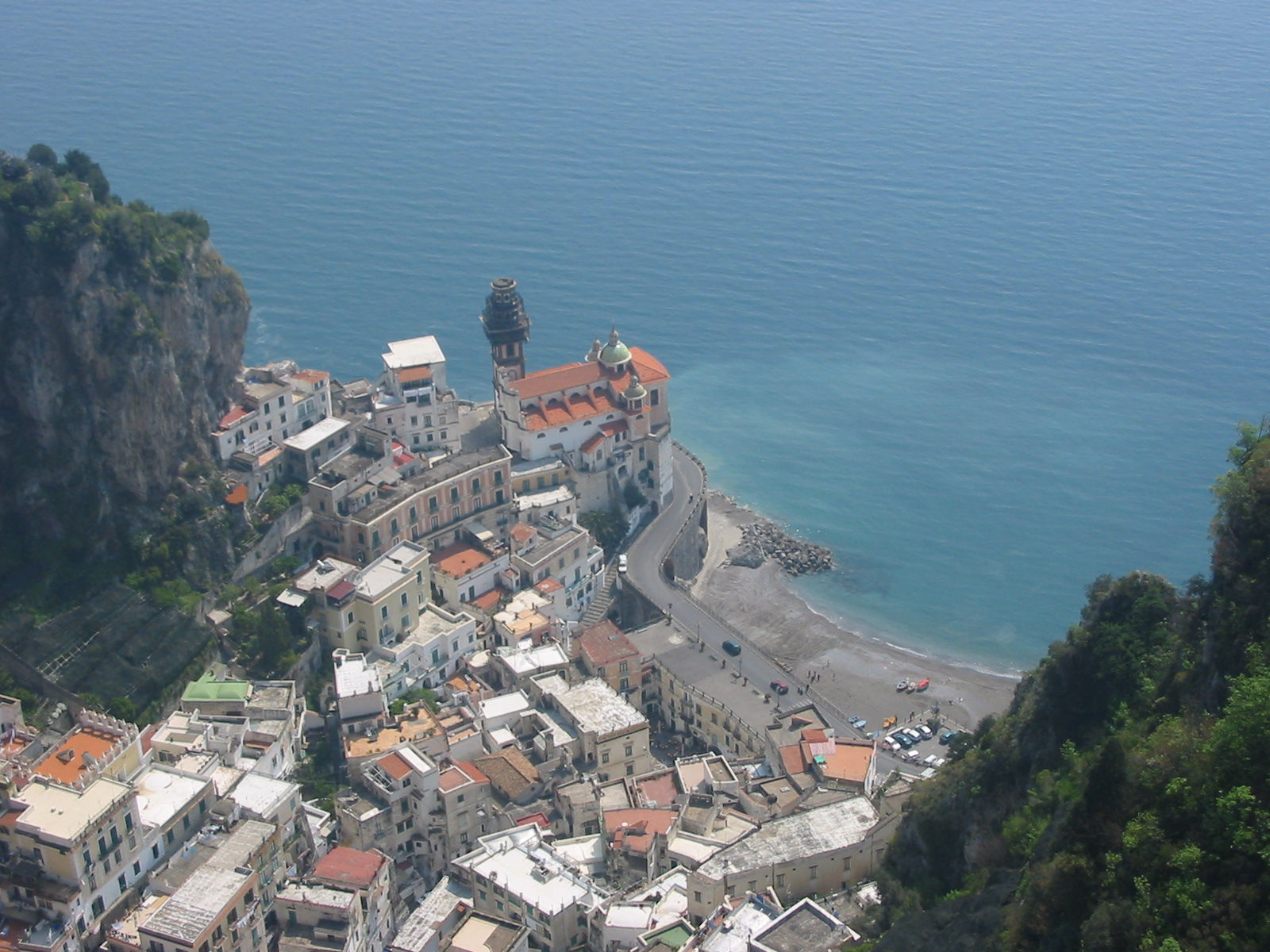
Atrani på Amalfikusten

Amalfikusten ( Costiera amalfitana ) är en kuststräckning på sydsidan av Sorrentohalvön. Den ligger i provinsen Salerno i Kampanien. 
Kusten sträcker sig från Positano i väst till Vietri sul Mare i öst. Längs kuststräckningen ligger städerna Cetara, Maiori, Minori, Ravello, Atrani, Amalfi, Praiano, Positano och Scala.
Typiska för landskapet är en mosaik av klippiga områden med glest fördelad växtlighet, skogar, biomen Macchia som kännetecknas av buskar, vinodlingar, citrusodlingar, betesmarker (främst för får) och bebyggelse. I området inrättades tre naturreservat. Lämningar från äldre stenåldern (paleolitikum) och mellanstenåldern (mesolitikum) som hittades nära Positano vittnar om tidig mänsklig vistelse i regionen. Under Medeltiden ökade antalet bosättningar intensivt.
Costiera Amalfitana finns sedan 1997 på listan över världsarv.